# Lechria longicellula
Lechria longicellula är en tvåvingeart som beskrevs av Alexander 1950. Lechria longicellula ingår i släktet Lechria och familjen småharkrankar. Inga underarter finns listade i Catalogue of Life.